# Secret de confessió
El secret de confessió o sigili sacramental és una obligació i un dret que tenen els sacerdots per a absenir-se de revelar les confessions fetes per un o més penitents en el sagrament de la penitència. La revelació del secret comporta pena d'excomunió. El secret de confessió s'aplica fins i tot en aquells casos en que es realitzen confessions de fets no considerats pecat.
| «                                   | El sigili sacramental és inviolable; motiu pel qual està terminantment prohibit al confessor descobrir al penitent, de paraula o de qualsevol altra manera, i per cap motiu. | » |
| — Codi de Dret Canònic, cànon 983,1 | |   |